# Trichorthosia albidior
Trichorthosia albidior là một loài bướm đêm trong họ Noctuidae.